# 3:e divisionen (kejserliga japanska armén)
3:e divisionen (japanska: 第3師団, Daisan shidan) var en japansk infanteridivision i kejserliga japanska armén, som existerade mellan 1888 och 1945, som deltog i andra världskriget. Dess anropssignal var Lucky Division (幸兵団, Kō-heidan).

## Historia
Divisionen bildades januari 1871 i Nagoya som Nagoyagarnisonen (名古屋鎮台, Nagoya chindai). Enheten fungerade som ett av de sex regionala kommandoförbanden i den splitternya japanska armén. Nagoyagarnisonen ansvarade för Japans centrala region; Chūbu-området som omfattade allt emellan Aichi prefektur och Ishikawa prefektur. De regionala kommandotrupperna blev omstrukturerade till divisioner under omorganisationen av armén den 14 maj 1888, på den preussiske militärrådgivaren Jakob Meckels rekommendation till den japanska regeringen.
Som en av de äldsta enheterna inom kejserliga japanska armén, deltog 3:e divisionen i första kinesisk-japanska kriget, rysk-japanska kriget, sibiriska ingripandet och incidenten vid Shandong.
Några av divisionens notabla befälhavare var bland andra Katsura Taro, Hasegawa Yoshimichi, Uehara Yusaku och Nobuyoshi Muto.
Den 9 december 1938 omplacerades divisionen till den kinesiska expeditionsarmén, som en del av 11:e armén. Som en av de bästa enheterna i Kina stred divisionen i nästan varje slag i centrala Kina. Divisionen omvandlades till en triangulär division den 4 juli 1942. Efter det fungerade 3:e divisionen under en period som ett högkvarter och garnison för den strategiskt viktiga provinsen Zhejiang.
Slag och kampanjer i Kina (1937–1945)
| Slag                       | Datum            | Område                                              |
| -------------------------- | ---------------- | --------------------------------------------------- |
| Slaget om Shanghai         | 22 augusti 1937  | Chuanshakou – Shanghai                              |
| Slaget om Xuzhou           | 14 februari 1938 | söder om Xuzhou                                     |
| Slaget om Wuhan            | 22 augusti 1938  | Xinyang                                             |
| Slaget om Suixian-Zaoyang  | 3 maj 1939       | Tongbai – Suixian                                   |
| Slaget om Changsha (1939)  | 1 september 1939 | Hubei – Hunan – Changsha                            |
| Vinteroffensiven 1939–1940 | 13 december 1939 | Tingsiqiao – Xinyang                                |
| Slaget om Zaoyang-Yichang  | 1 maj 1940       | Xiangyang – Xiakou, Nanzhang County                 |
| Centrala Hopei-operationen | 23 november 1940 | Suizhou                                             |
| Slaget om södra Henan      | 24 januari 1941  | Ye County, 保安鎮 city                              |
| Slaget om Changsha (1941)  | 7 september 1941 | Södra sidan av Miluofloden – Huashan, Xinhua County |
| Slaget om Changsha (1942)  | 24 december 1941 | Yueyang – Miluofloden – Liuyangfloden – Miluofloden |
| Zhejiang-Jiangxikampanjen  | 15 maj 1942      | ?                                                   |
| Slaget om västra Hubei     | 9 april 1943     | Norra kusten av Dongtingsjön                        |
| Slaget om Changde          | 2 november 1943  | Söder om Changde – Changde – söder om Changde       |
| Slaget om Changsha (1944)  | 27 maj 1944      | Wanyang Shan – Liuyang                              |
| Slaget om Guilin-Liuzhou   | September 1944   | Södra Liuzhou                                       |

3:e divisionen avvecklades i Zhejiang mot slutet av andra världskriget, i samband med upplösningen av kejserliga japanska armén.